# Antônio Joaquim Pereira de Magalhães
António Joaquim Pereira de Magalhães (Cabo Verde, Minas Gerais, 24 de abril de 1784 - ?) foi um tenente-coronel da Guarda Nacional, Juiz de Paz, jornalista, proprietário rural e um dos fundadores das cidades de Machado e  Muzambinho, ambas em Minas Gerais.

## Biografia
Filho de José Pereira de Magalhães e Leonor de Siqueira Gaia Pereira de Magalhães, descendia, por parte de sua mãe, do bandeirante Lourenço Castanho Taques, do Capitão-mor governador Pedro Vaz de Barros e de Luzia Leme, esta, tia do bandeirante Fernão Dias Pais. Era, ainda, pelo ramo de seus bisavós paternos - Antônio de Oliveira Setúbal e Isabel de Oliveira Colaço - primo em terceiro grau de Joaquim José da Silva Xavier, o Tiradentes. 
Casou-se em 1808, em Caeté, com Maria Joaquina Feliciana e foi um dos fundadores da Freguesia de São José da Boa Vista, hoje Muzambinho, conforme relata o "Almanaque Sul Mineiro" de 1874 em sua pagina 390.
Na área em que hoje se situam os municípios de Muzambinho  e Guaxupé, desmembrados  de Cabo Verde, Magalhães formou sua fazenda Passa Quatro, tornando-se abastado proprietário por muitos anos. O censo de 1831 lhe atribuía a propriedade de 23 escravos, em Machado, e 24 em Alfenas, cidade onde, em 1817, nascera seu filho, o professor major Joaquim Leonel Pereira de Magalhães, o qual viria a casar-se, em segundas núpcias, com Ana Custódio de Moraes Navarro, irmã do Barão de Cabo Verde
Em 1º de Dezembro de 1812, o governo de Minas Gerais o nomeou capitão de ordenanças do Distrito de Machado, mais tarde denominado Santo Antônio de Machado, em sua  homenagem . Em 1829, o Bispado de São Paulo o autorizou  a construir em  Douradinho, uma capela sob a invocação do Divino Espirito Santo, sendo também de sua iniciativa a construção dos edifícios da câmara municipal e da cadeia pública de Jacuí.
Após haver atuado em dois jornais da região - o Universal e o Astro de Minas, (Arq. Pub. Mineiro, DF da Vila de S. Carlos do Jacuí - SP 1 - SP 33, cx 96, nº 79) - muda-se para as imediações de Cabo Verde e, já patenteado tenente-coronel, exerce o cargo de juiz de paz daquela cidade entre 1838 e 1839.
Encontrando-se viúvo, vende em 1858 parte de suas propriedades e, em 1865, idealiza e sugere à municipalidade de Formosa (Alfenas) a construção de um novo caminho em direção ao rio Sapucaí, doando parte de suas terras para viabilizar o projeto.
Antonio Joaquim Pereira de Magalhães era trisavô paterno de Tarcísio de Magalhães Sobrinho (o ator Tarcísio Meira), do empresário e mecenas Oscar Americano. Foi, também, trisavô materno do médico sanitarista da  Rockefeller Foundation Adhemar Paoliello - que, por sua vez,  era bisneto do Barão de Cabo Verde - e bisavô materno do cientista Vital Brazil.